# Dolichos petiolatus
Dolichos petiolatus är en ärtväxtart som beskrevs av Rudolf Wilczek. Dolichos petiolatus ingår i släktet Dolichos och familjen ärtväxter. Inga underarter finns listade i Catalogue of Life.